# Ізабелін-Дзеканувек
Ізабелін-Дзеканувек (пол. Izabelin-Dziekanówek) — село в Польщі, у гміні Чоснув Новодворського повіту Мазовецького воєводства.
Населення — 424 особи (2011).
У 1975-1998 роках село належало до Варшавського воєводства.

## Демографія
Демографічна структура станом на 31 березня 2011 року:
|          | Загалом | Допрацездатний вік | Працездатний вік | Постпрацездатний вік |
| -------- | ------- | ------------------ | ---------------- | -------------------- |
| Чоловіки | 204     | 47                 | 143              | 14                   |
| Жінки    | 220     | 56                 | 133              | 31                   |
| Разом    | 424     | 103                | 276              | 45                   |